# Lamonzie-Saint-Martin
Lamonzie-Saint-Martin är en kommun i departementet Dordogne i regionen Nouvelle-Aquitaine i sydvästra Frankrike. Kommunen ligger i kantonen Sigoulès som tillhör arrondissementet Bergerac. År 2022 hade Lamonzie-Saint-Martin 2 745 invånare.

## Befolkningsutveckling
Antalet invånare i kommunen Lamonzie-Saint-Martin
Referens:INSEE